# سیارک ۱۰۰۰۵
سیارک ۱۰۰۰۵ (به انگلیسی: 10005 Chernega، نامگذاری:1976SS2) ده هزار و پنجمین سیارک کشف شده‌است که در ۲۴ سپتامبر ۱۹۷۶ کشف شد.
قدر مطلق سیارک برابر ۱۴٫۱۰ است.